# Villanueva de los Caballeros
Villanueva de los Caballeros is een gemeente in de Spaanse provincie Valladolid in de regio Castilië en León met een oppervlakte van 35,00 km². Villanueva de los Caballeros telt 176 inwoners (1 januari 2016).

## Demografische ontwikkeling
Bron: INE, 1857-2011: volkstellingen